# يوسف با-غاد
يوسف با-غاد هو سياسي إسرائيلي، ولد في 10 فبراير 1932 في القدس في إسرائيل. نشط حزبياً في Moledet ‏. وقد انتخب عضو الكنيست ‏ (13 يوليو 1992 – 17 يونيو 1996).